# Edalorhina nasuta
Espèce
Statut de conservation UICN

 DD  : Données insuffisantes
Edalorhina nasuta est une espèce d'amphibiens de la famille des Leptodactylidae.

## Répartition
Cette espèce est endémique du Pérou. Elle se rencontre entre 220 et 1 000 m d'altitude dans les régions de Pasco et de Huánuco,.

## Publication originale
- Boulenger, 1912 : Descriptions of new Batrachians from the Andes of South America, preserved in the British Museum. Annals and Magazine of Natural History, sér. 8, vol. 10, p. 185-191 (texte intégral).